# Culex bokorensis
Culex bokorensis är en tvåvingeart som beskrevs av Klein och Sirivanakarn 1969. Culex bokorensis ingår i släktet Culex och familjen stickmyggor.
Artens utbredningsområde är Kambodja. Inga underarter finns listade i Catalogue of Life.